# غشائيات القحفة
غشائيات القحفة أو درعيات كندا (الاسم العلمي:†Hymenocarina) هي رتبة منقرضة من مفصليات الأرجل تتبع طائفة نظيرات القشريات معروفة من العصر الكامبري ولديها درع ذو صدفتين مع خلفية مكشوفة وتبدو سطحية مثل القريدس (الجمبري). يتم تفسيرها عمومًا على أنها قشريات قاعدية أو من الفقيميات. تم تعريف غشائيات القحفة في عام 2017 من قبل أريا وكارن (Aria and Caron,2017) على النحو التالي:«مفصليات الأرجل الحقيقية ذات درع ثنائي الصدفتين يغطي منطقة رأسي صدري حتى جزء كبير من 27 طقم بعد رأسي صدري متغير الشكل يحمل قرون استشعار متطورة و 28 قطع قدمية داخلية مع مخلب متطور وقاعدة أطراف مجزأة واطقم خلفية مع 29 حلقة ظهرية جانبية ودبير مستدير يحمل ذيل متطور.»

## التصنيف
- رتبة †غشائيات القحفة
  - فصيلة †درعيات كندا
    - جنس †درعية كندا